# Art mérovingien
 (mars 2016).
Si vous disposez d'ouvrages ou d'articles de référence ou si vous connaissez des sites web de qualité traitant du thème abordé ici, merci de compléter l'article en donnant les références utiles à sa vérifiabilité et en les liant à la section « Notes et références ».

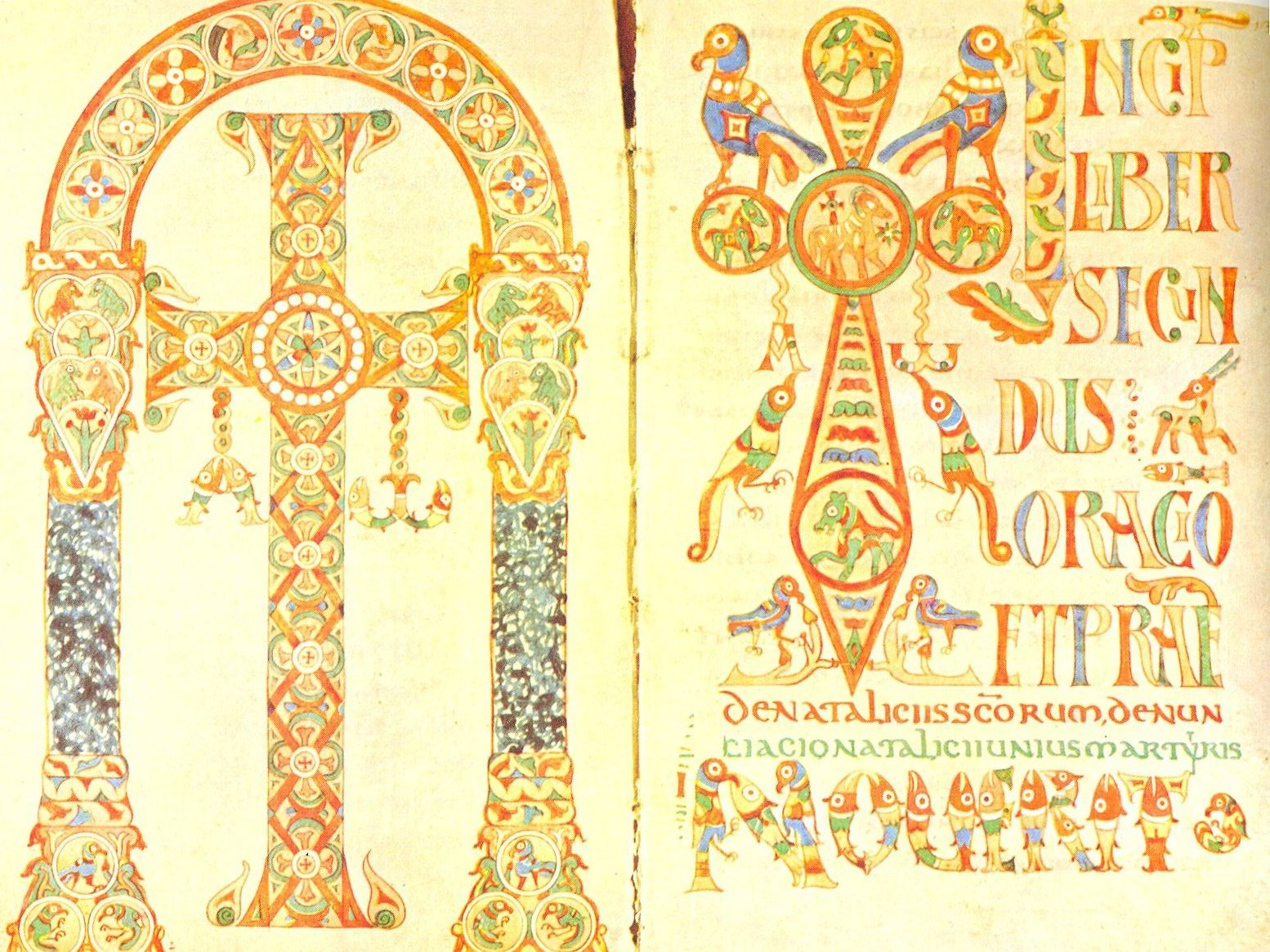
Sacramentaire gélasien, Bibliothèque apostolique vaticane

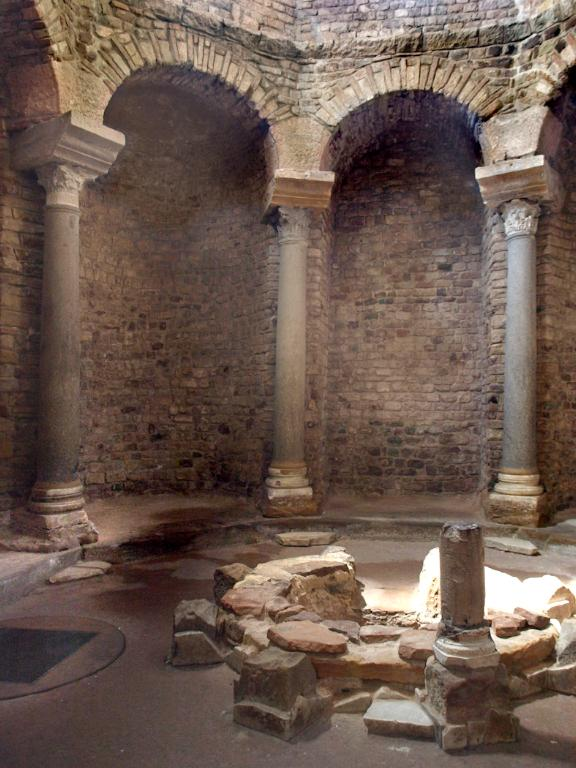
Baptistère de la Cathédrale Saint-Léonce de Fréjus, intérieur

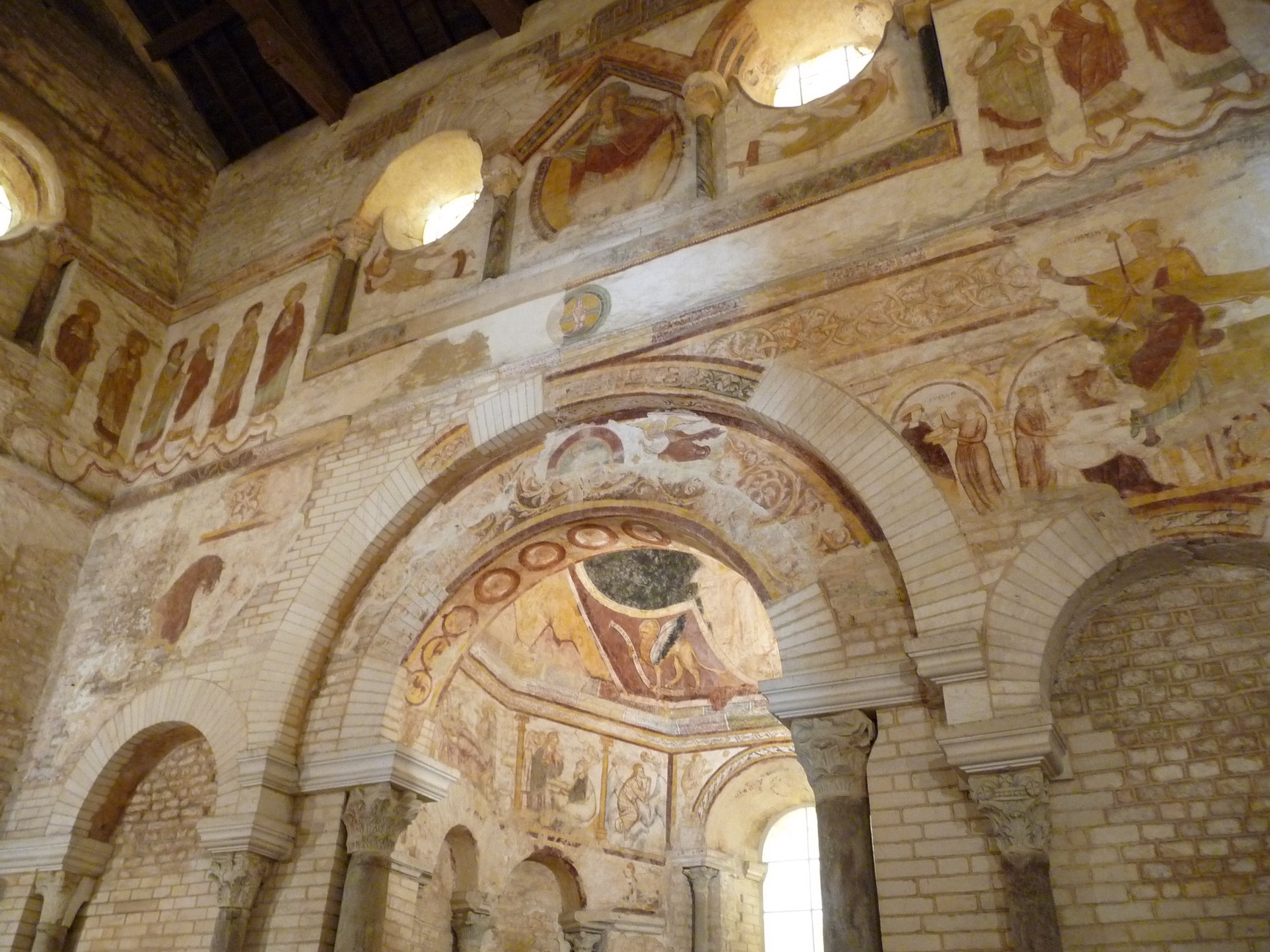
Baptistère Saint-Jean de Poitiers

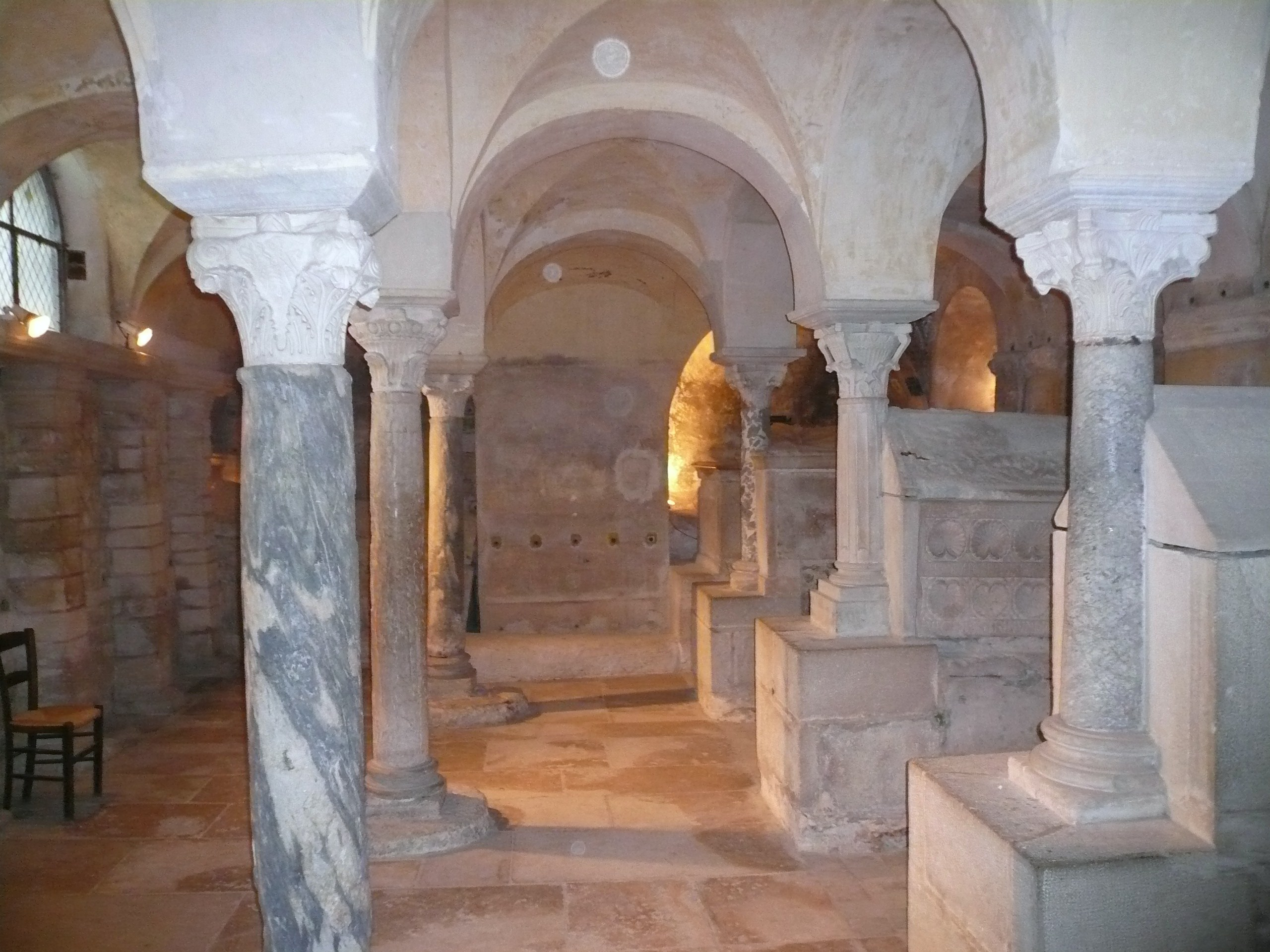
Cryptes de Jouarre. Selon l'usage habituel sous les Mérovingiens, les futs des colonnes en marbre coloré sont des réemplois de colonnes d'anciens monuments gallo-romains, mais les chapiteaux sont nouveaux et sculptés dans le marbre blanc neigeux des Pyrénées.

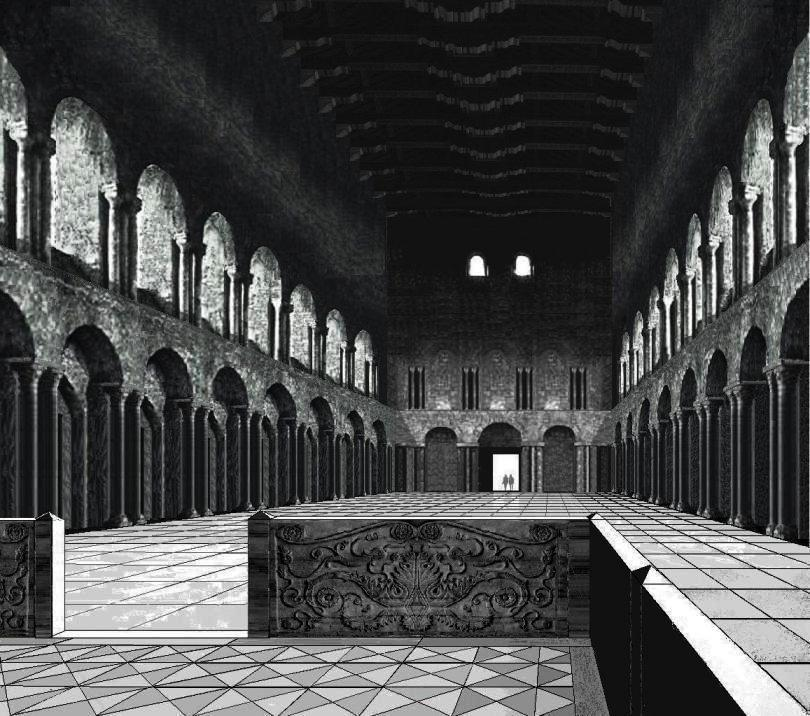
Reconstitution de la structure de la nef de l'église Saint-Pierre de Vienne à l'époque mérovingienne, vue depuis l'autel. Un éventuel décor de marbre, de peinture et/ou de mosaïque, a probablement existé mais il ne peut pas être reconstitué.

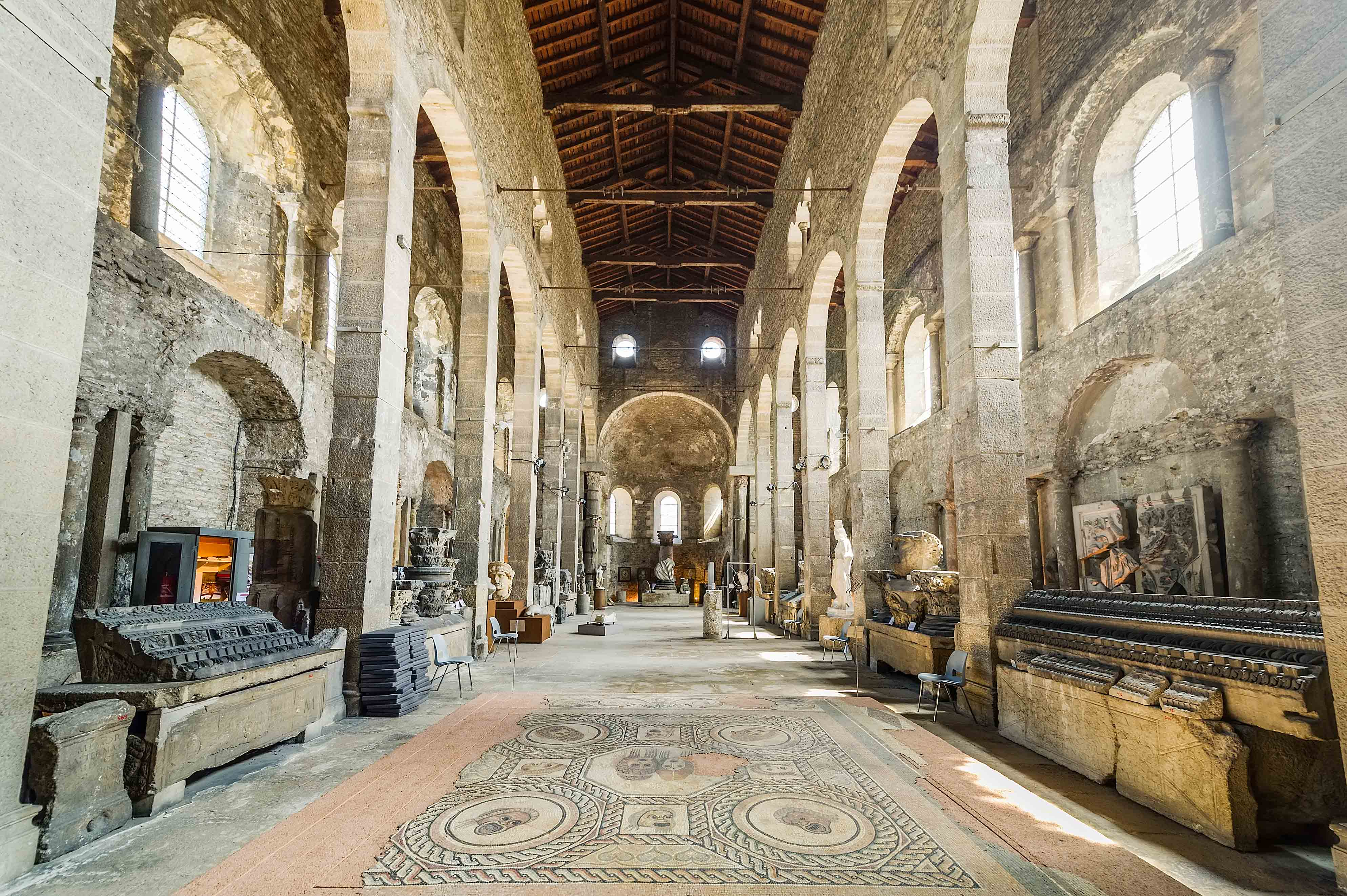
Aspect actuel de la nef de l'église Saint-Pierre de Vienne (abritant le musée lapidaire) vue depuis l'entrée, la nef mérovingienne a été divisée en trois nefs par des arcatures romanes.

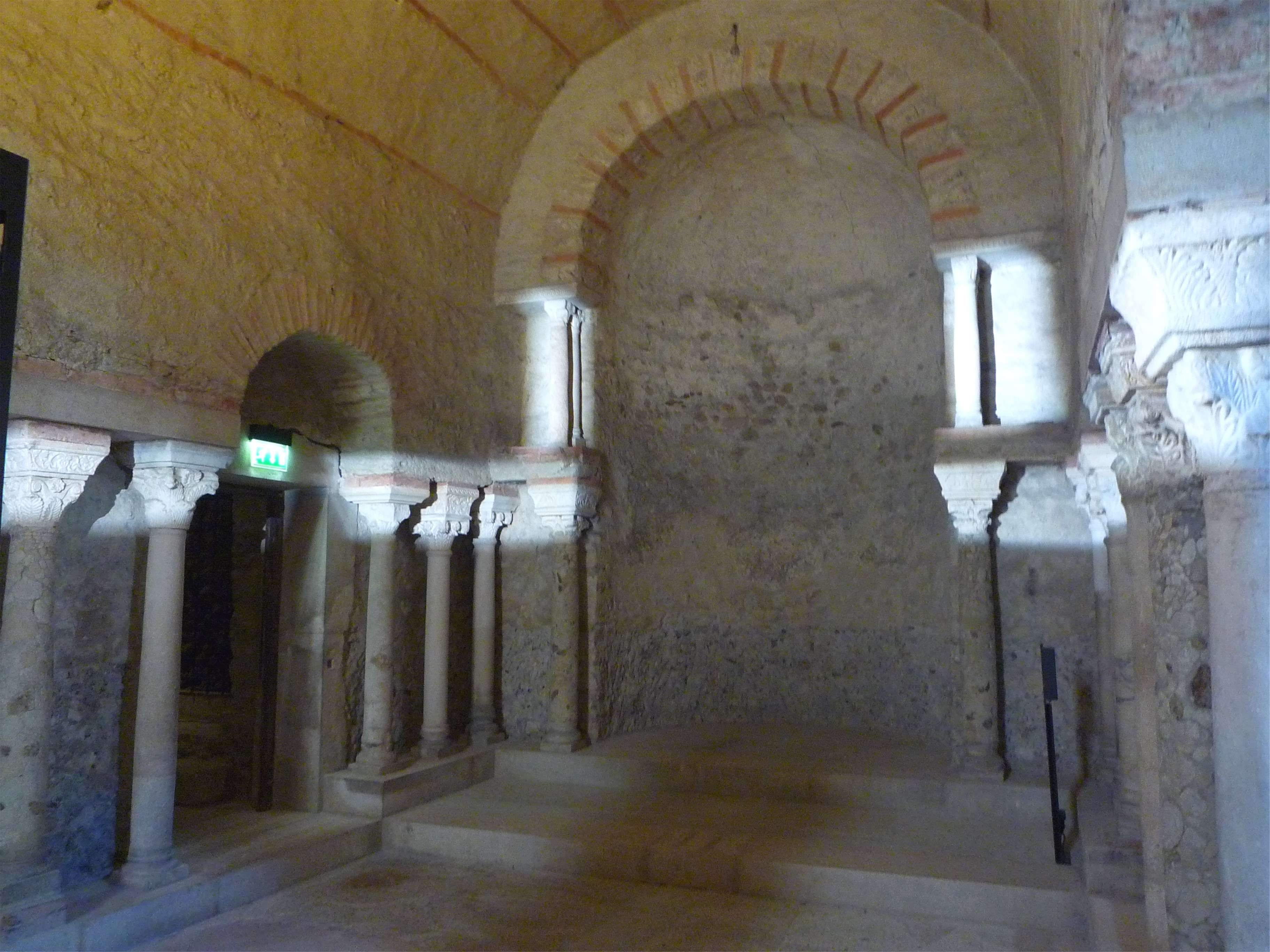
Crypte Saint-Oyand du musée archéologique Saint-Laurent (Grenoble).

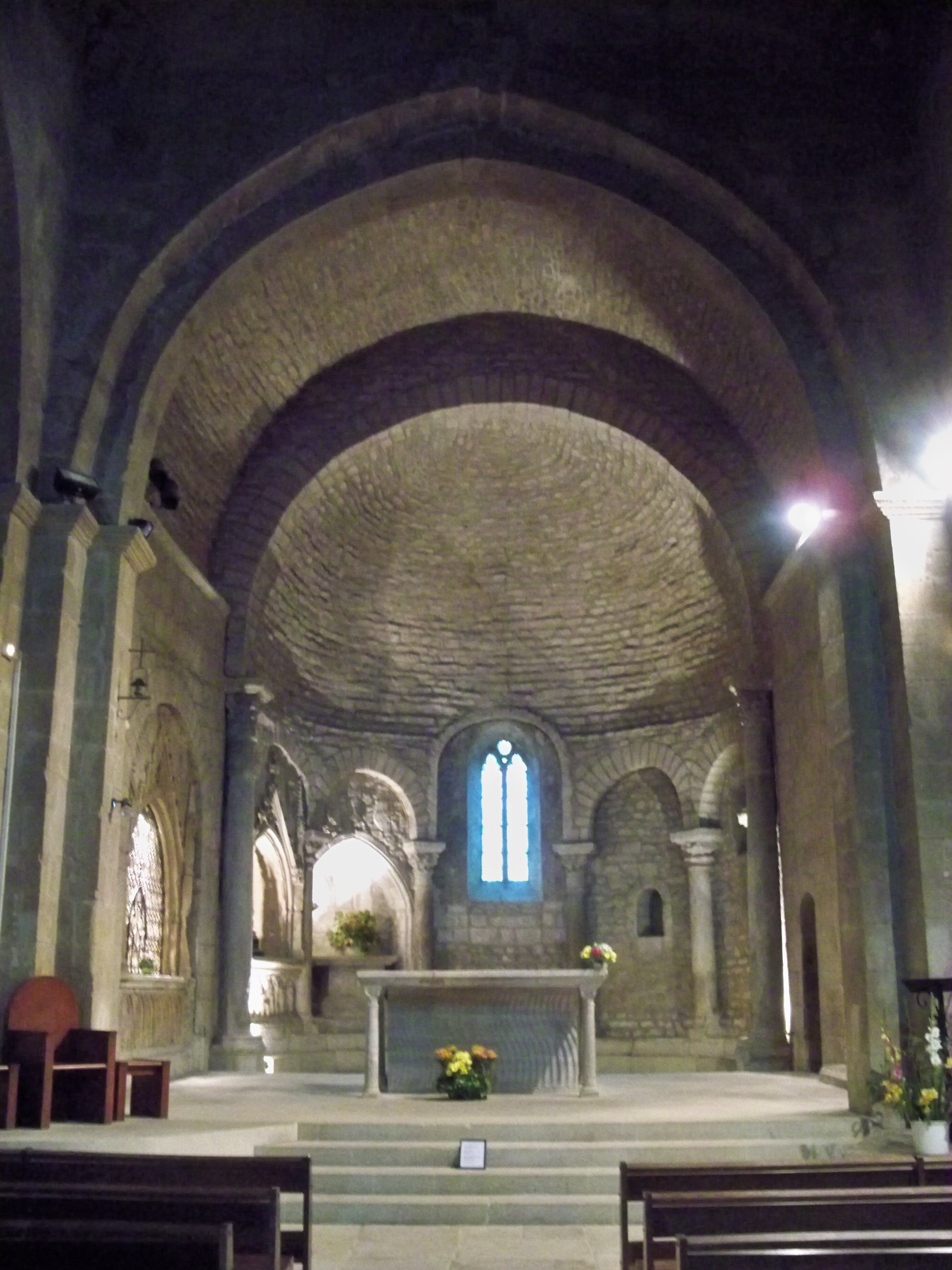
Le chœur de la cathédrale de Vaison-la-Romaine conserve une abside (au fond) de structure mérovingienne, elle était autrefois décorée de riches placages de marbre, selon la tradition paléochrétienne, mais ils ont été pillés aux périodes ultérieures. L'autel en marbre qui a subsisté est également mérovingien.

À partir de la fin Ve siècle, l'avènement de la dynastie mérovingienne (481 ap JC - 754 ap JC) a entraîné en Gaule des changements importants dans le domaine des arts. L'art antique littéraire classique qui y était encore vivant au Ve siècle grâce aux écoles de grammairiens et de rhéteurs va lentement se transformer au VIe siècle par le développement d'une culture chrétienne grâce à l'action des évêques et des monastères. La même transition va se produire pour les autres arts.

## Architecture
Aucun monument mérovingien vraiment important n'est parvenu jusqu'à nos jours, les grandes églises, les monastères, les bâtiments civils de l'époque ont tous été remplacés par des monuments plus grands et de styles plus récents romans et gothiques. Seuls des cryptes souterraines (difficiles à reconstruire) et quelques baptistères (qui n'étaient plus beaucoup d'usage dans les périodes ultérieures en France), en mauvais état et souvent remaniés, sont les derniers et précieux témoignages pour nous donner quelques idées du style de l'architecture mérovingienne, bien que les décors d'origine y aient disparu ou aient été refaits. Quelques très rares églises ont partiellement subsisté, comme l'église Saint-Pierre de Vienne, mais c'est là une exception.
À l'époque mérovingienne l'architecture ne traduit plus un désir de construire de grands édifices robustes, ce qui contraste avec l'Antiquité romaine. La sculpture régresse au point de n'être plus qu'une simple technique d'ornementation des sarcophages, des tables d'autel ou du mobilier ecclésiastique.
Par contre, l'essor de l'orfèvrerie et de la peinture sur manuscrit entraîne une résurgence des éléments celtiques de décoration, qui, malgré les apports chrétiens et barbares, constituent le fond véritable de la création artistique mérovingienne.
À l'unité du royaume franc que réalisent Clovis (465-511) et ses successeurs correspond la nécessité de bâtir des églises, dont le plan fut repris de celui des basiliques romaines.
Le besoin de nouveaux lieux de culte a souvent conduit le clergé à réemployer des bâtiments civils existants en les modifiant, temples comme le temple d'Auguste et de Livie à Vienne ou basiliques comme l'église Saint-Pierre-aux-Nonnains de Metz. Les fouilles permettent de refaire apparaître les plans des églises construites à cette époque, comme le groupe cathédral de Genève, ou celui de Lyon avec l'église de l'évêque, l'église paroissiale et le baptistère.
Les grandes églises de plan basilical, qui comportaient une charpente en bois, ne résistèrent malheureusement pas aux incendies, accidentels ou allumés par les pirates normands, les Sarrasins ou les cavaliers hongrois lors de leurs incursions ainsi qu'au cours des luttes entre les différentes lignées mérovingiennes. Mais la plupart d'entre elles ont disparu avant tout par la volonté du clergé de construire des édifices plus "modernes". La description laissée par l'évêque Grégoire de Tours dans son "Histoire ecclésiastique des Francs" de la basilique Saint-Martin, construite à Tours vers 472, fait regretter la disparition de cet édifice qui fut l'une des plus belles églises mérovingiennes. L'église Saint-Pierre de Vienne offre un bon exemple de la typologie architecturale intérieure d'une basilique charpentée au VIe siècle.
À Aix-en-Provence, Riez et Fréjus, trois baptistères, bâtis sur plan octogonal et couverts d'une coupole sur piliers, subsistent comme principaux témoignages d'une architecture en rotonde à plan centré. Le plan centré s'inscrit dans la continuité de l'architecture paléochrétienne du Bas-Empire romain apparue sous l'empereur Constantin : le baptistère du Latran et l'église Santa Costanza à Rome, l'ancien Saint-Sépulcre de Jérusalem et la monumentale basilique Saint-Laurent à Milan en sont les premiers exemples. Cette architecture paléochrétienne s'était d’ailleurs répandue dans tout le Bassin méditerranéen durant le Bas-Empire, puis dans l'architecture byzantine, et on trouve ainsi des typologies architecturales très similaires et des liens étroits aussi bien en Orient qu'en Occident entre la fin de l'Antiquité et toute la première moitié du Moyen Âge (par exemple, le baptistère de Riez, dans les Alpes-de-Haute-Provence, rappelle celui de Saint-Georges d'Esrah en Syrie). Le baptistère de Venasque a probablement été bâti au moment où les évêques de Carpentras se sont réfugiés à Venasque.
Fort différent des baptistères provençaux, le baptistère Saint-Jean (VIe siècle), à Poitiers, a la forme d'un carré flanqué de trois absidioles. Il s'agit vraisemblablement d'un édifice antique remanié, ayant subi un grand nombre de transformations, mais qui conserve dans sa décoration (chapiteaux de marbre) un caractère mérovingien.
Parmi les cryptes, très nombreuses en raison de l'importance du culte des saints à cette époque, seules demeurent quelques-unes comme celles de la basilique Saint-Seurin de Bordeaux, de la crypte Saint-Oyand de l'église Saint-Laurent de Grenoble et de l'abbaye de Jouarre (VIIe siècle).
L'architecture mérovingienne a aussi développé les basiliques funéraires, aujourd'hui disparues, comme l'église Saint-Martin d'Autun édifiée vers 590 par la reine Brunehaut ou l'église des Saints-Apôtres de Paris (devenue l'église Sainte-Geneviève) construite par Clovis pour recevoir les reliques de sainte Geneviève et où il fut enterré. Certaines de ces basiliques funéraires avaient été reliées à des mausolées, à Saint-Martin d'Autun pour la reine Brunehaut, à Jouarre pour la famille d'Agilbert. L'hypogée des Dunes de Poitiers est une survivance de l'Antiquité.
Après les premières fondations d'abbaye par saint Martin - abbaye de Ligugé et abbaye de Marmoutier - c'est à l'époque mérovingienne qu'on a assisté à un début du développement des monastères. Dans le nord de la France, c'est le moine irlandais Colomban, avec ses disciples, qui ont joué un rôle important après la fondation de l'abbaye de Luxeuil. On peut aussi citer l'abbaye de Condat créé vers 425 par saint Romain. Au sud on trouve des personnalités fortes comme Jean Cassien à l'origine de l'abbaye Saint-Victor de Marseille et saint Honorat à l'abbaye de Lérins où se retira saint Césaire vers 490. En Italie, c'est saint Benoît qui va fonder le monastère de Subiaco et celui du Mont-Cassin et poser les premières règles de l'ordre bénédictin. Ces abbayes vont progressivement essaimer en France de nombreux monastères. Progressivement la culture tardo-antique classique qu'a apprise Sidoine Apollinaire, Venance Fortunat, la famille de Grégoire de Tours, va être remplacée par la culture chrétienne enseignée à l'intérieur des monastères et auprès des évêques.

## Orfèvrerie
L’orfèvrerie est un art symbolisant le pouvoir mérovingien. Chilpéric I, Eloi, personnages clés de cette période dynastique, pratiquaient eux-mêmes l'activité d’orfèvre, qui était pour eux un réel métier et pas un simple passe temps. Les bijoux sont généralement à base de métaux précieux. Plus un prince les accumule et plus il démontre un véritable signe de puissance en terme économique, puisque ce sont des métaux précieux, mais aussi en termes de savoir-faire, l’orfèvrerie étant un domaine démontrant un certain savoir-faire. Cette richesse matérielle et la puissance qu’elle dégage peut faire écho à d’anciennes croyances : les Germains, comme les Grecs et les Romains, croyaient en plusieurs divinités comme les dieux forgerons. Eloi est d’ailleurs gestionnaire du trésor de Clotaire II en montrant qu’avec une quantité d’or prévu pour un objet, il réussit à en faire deux. Cet art barbare est un témoignage d’un génie mérovingien.
Les orfèvres tiennent une place importante dans la société mérovingienne. Comme chaque guerrier, ils ont la possibilité d’être enterrés avec leurs boîtes à outils. Avec la raréfaction de l’or en Gaule, les artisans se voient obliger de combiner d’autres matériaux. Les techniques évoluent comme le « damassage » qui combine des motifs en damas (chevrons, sinusoïde), l’utilisation du filigrane ou encore le « cloisonnage » (assemblage de pierres de couleurs entourées de minces cloisons d’or). Ces objets sont de véritables témoignages de l’histoire mérovingienne. On devine grâce à eux que les grandes invasions n’ont pas isolé la Gaule dans une économie quasi morte ravivée par les Carolingiens. L’origine de ces matériaux, le style utilisé, montre que les Mérovingiens vivaient dans un monde où les échanges étaient intenses.

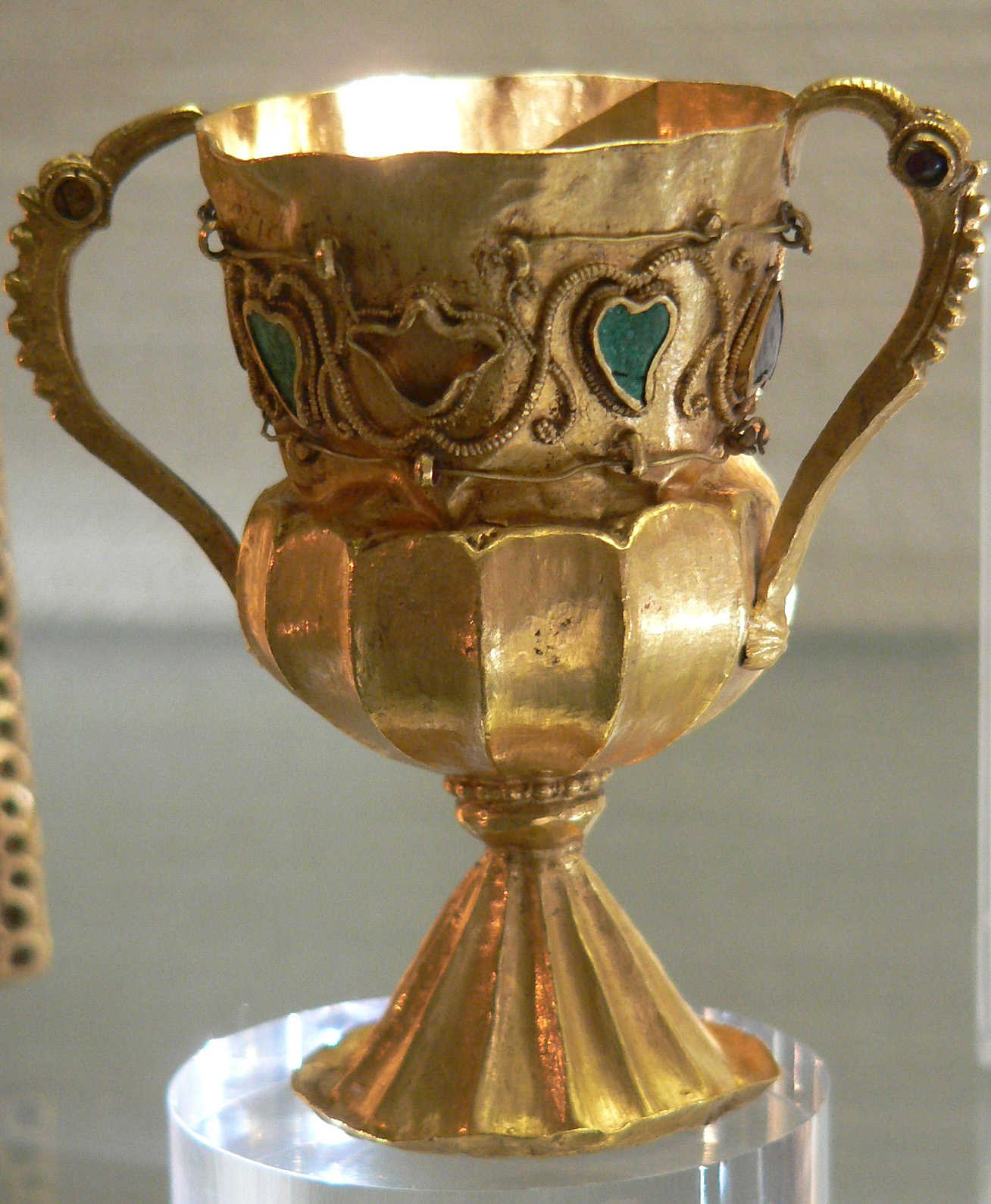
Calice du Trésor de Gourdon, BNF, Cabinet des médailles
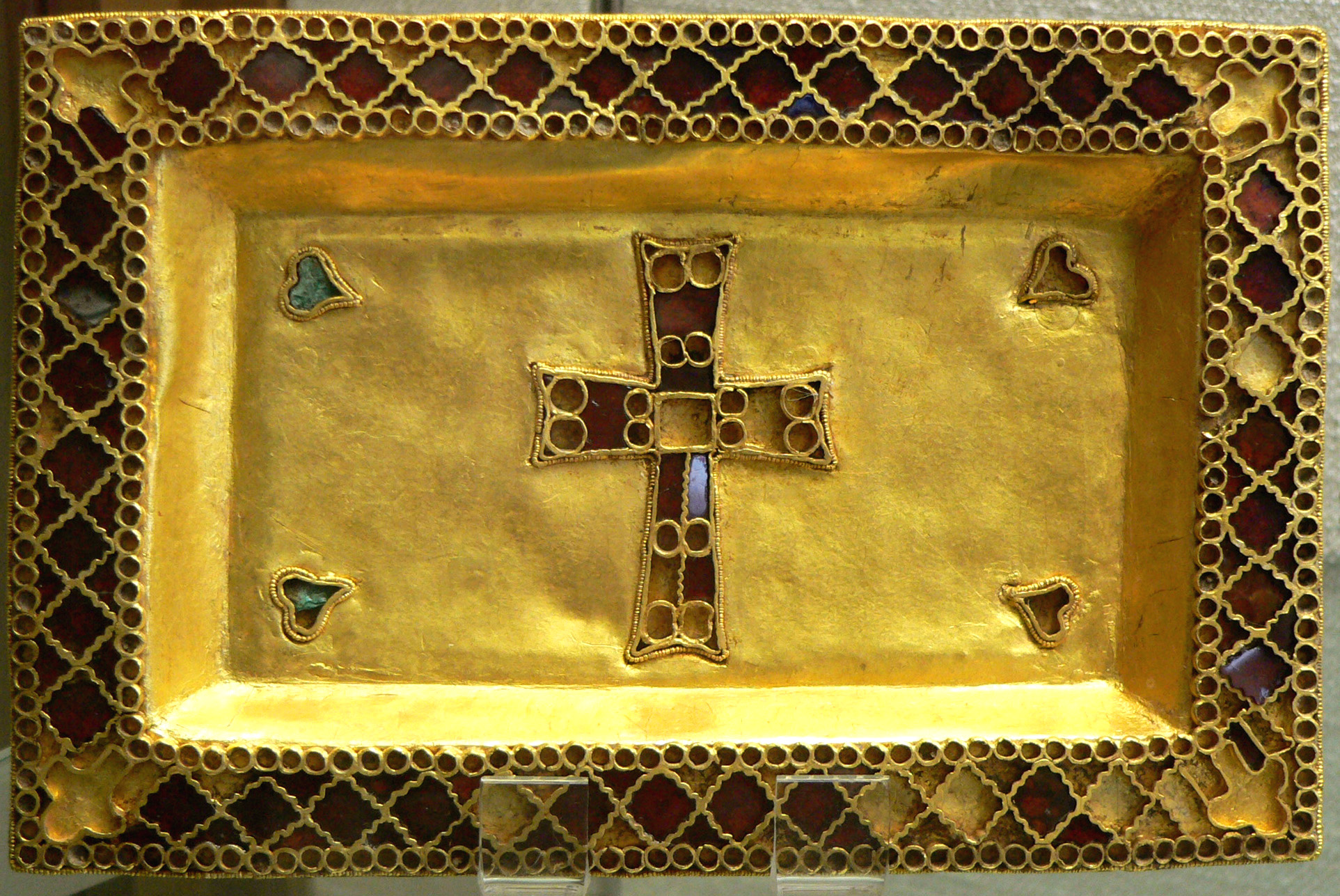
Patène du Trésor de Gourdon, BNF, Cabinet des médailles
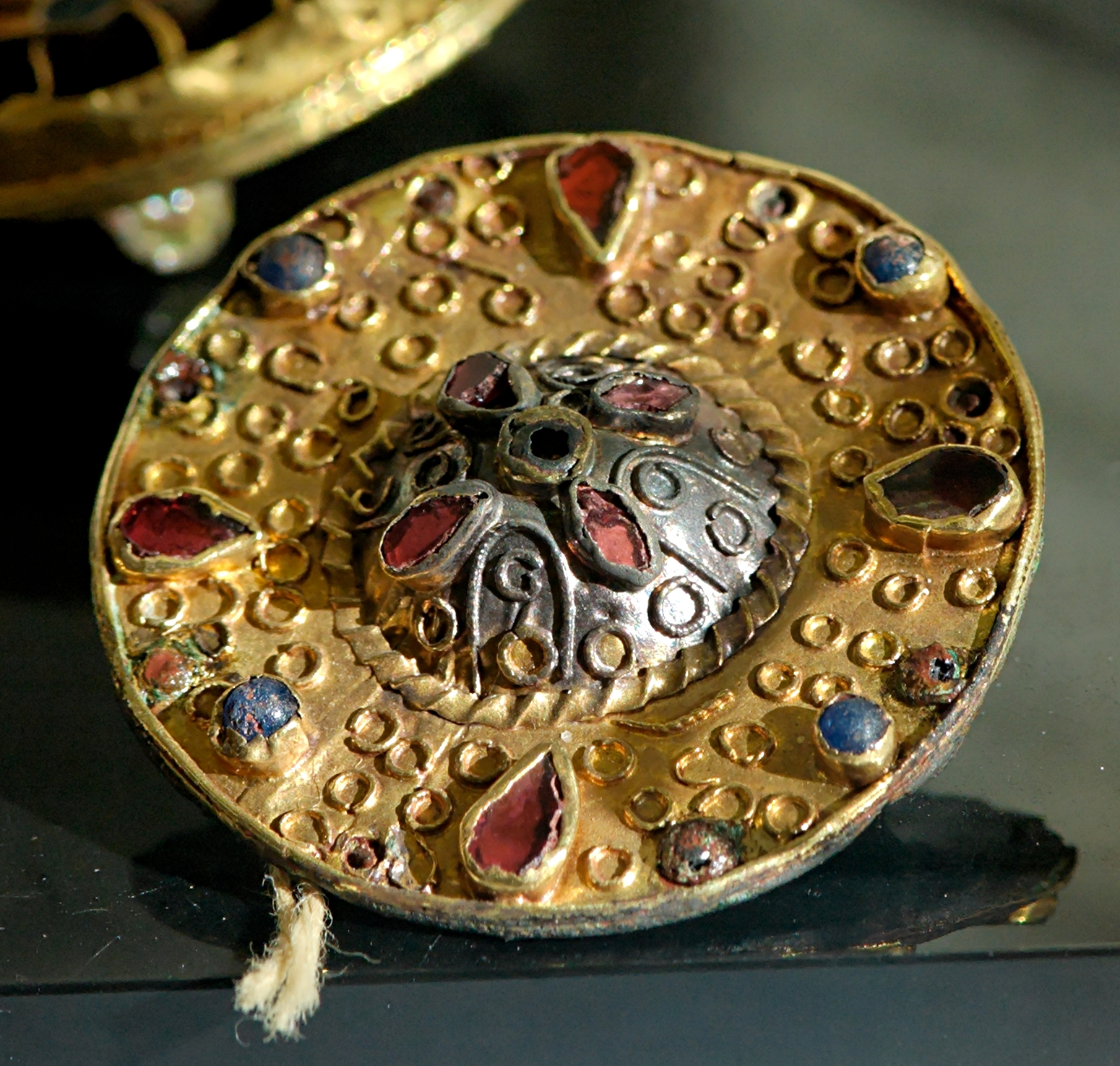
Fibule mérovingienne, BNF Cabinet des médailles
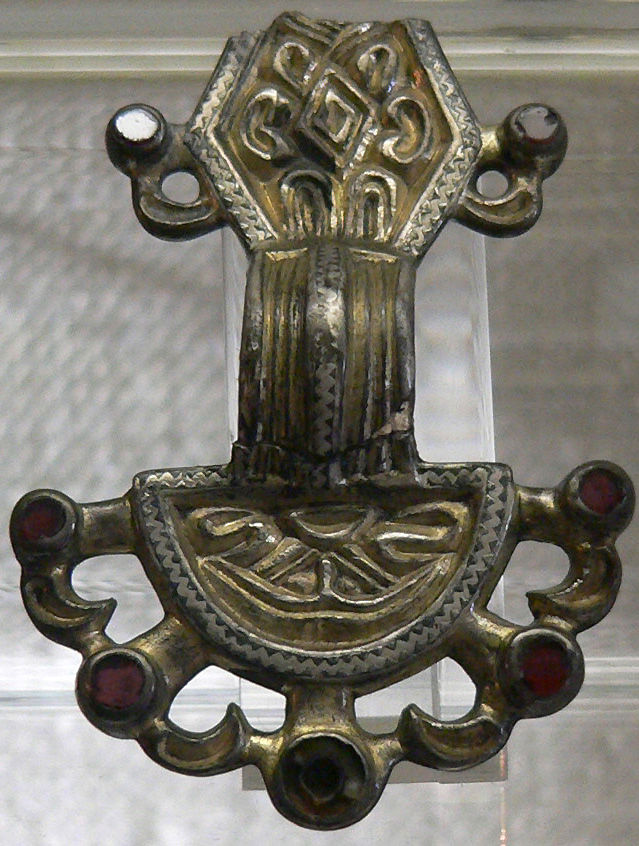
Fibule mérovingienne, BNF, Cabinet des médailles
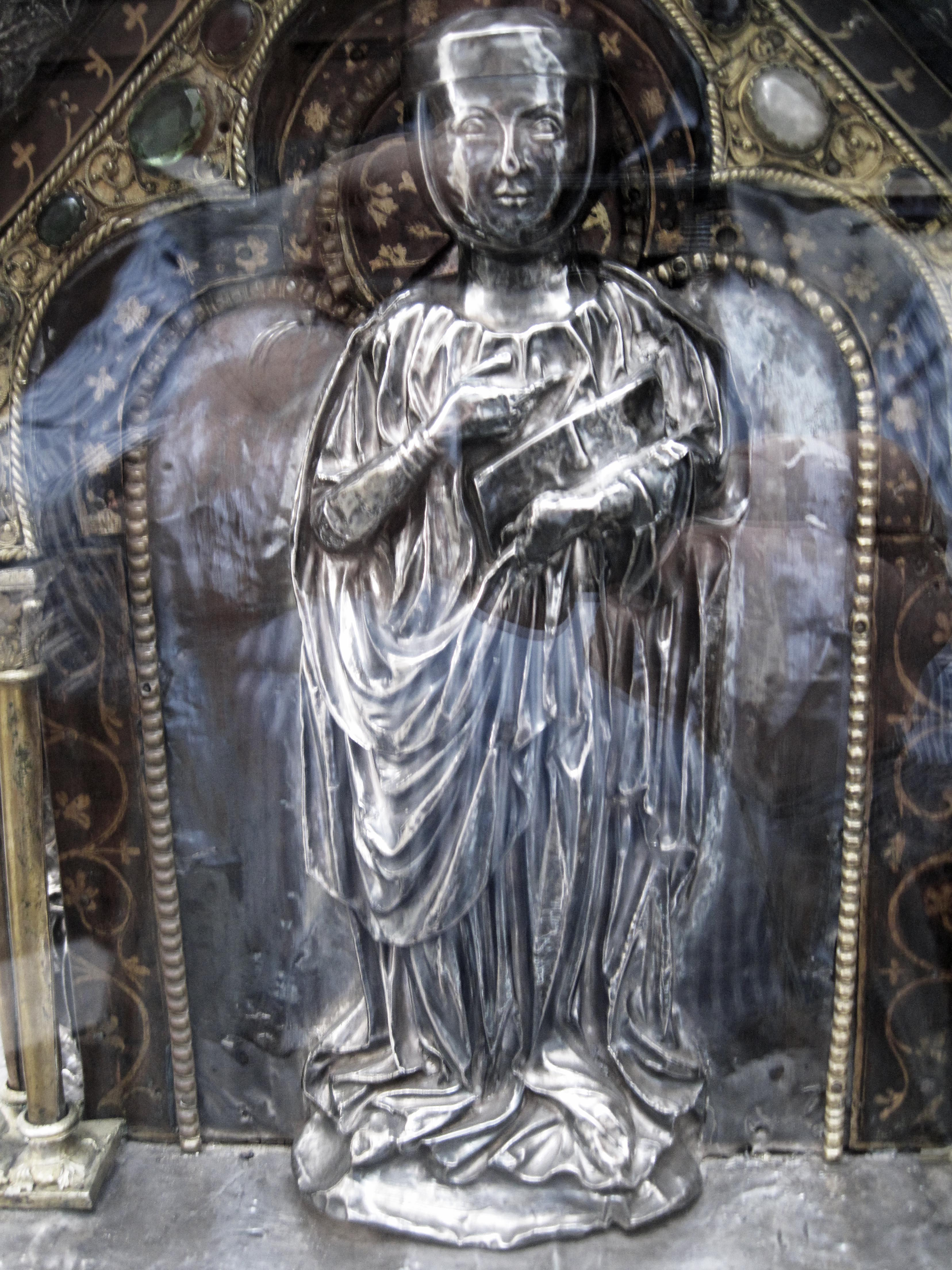
Sainte-Ode, sarcophage de Chrodoara d'Amay

Les mérovingiens savaient combiner les alliages de métaux et faire apparaître un alliage plus riche en or en surface, même si la teneur en métal précieux a pu diminuer.
Toutefois, les monnaies mérovingiennes contiennent entre cinq et neuf dixièmes d'argent alors que peu de temps après les carolingiens standardisent la production de monnaie à un aloi d'environ neuf dixièmes.

## La littérature historique
On connaît peu de choses sur cette dynastie mérovingienne, car peu de leurs contemporains se sont fait historiens. Grâce à Grégoire de Tours (538-594), on dispose de plusieurs éléments d’information soit jusqu’en 591. Il est à la fois acteur puisqu’il est dans l’action des évènements qu’il relate, mais il est aussi écrivain en racontant dans ces ouvrages les évènements de son époque. Par ailleurs, il reste très rigoureux, il n’avance les faits qu’après avoir pu vérifier l’authenticité de ses sources. De ce fait, les informations qu’il laisse sont précieuses et notamment pour la période de 575 à 591.
Les « frédégaires » retracent également une partie de cette période historique mérovingienne en plus de Grégoire de la Tours. Les « frédégaires » désigne l’ensemble des auteurs d’une petite chronique retraçant les évènements entre le règne de Dagobert et la fin de la dynastie mérovingienne. Selon certains historiens actuels, l’auteur de la première partie de la chronique (591 à 660) serait d’origine bourguignonne mais aurait vécu en Austrasie vers 658-660. En revanche, on ne se sait pas le nom de cet auteur. L’identité de l’auteur qui a rédigé la suite de la chronique est encore plus incertaine. On le nomme « moine de Laon » mais nous n’avons aucune information précise sur lui.
Le deuxième continuateur est lui en revanche plus connu. Il a vécu en Austrasie et relate les faits de 736 à 751. C’est le comte Childebrand, frère de Charles Martel. Le dernier auteur de cette série de chroniques est le fils de Childebrand : Nibelung qui relate les évènements jusqu’en 768, sous le règne de Pépin le Bref. Nous avons très peu de récits sur la fin des Mérovingiens lorsque Charles Martel, puis son fils Pépin le Bref, évince les derniers Mérovingiens. Le seul dont nous disposions sur cette période est attribué au frère de Martel. Se pose donc un problème de subjectivité. C’est un spécialiste de cet ouvrage qui tient cette thèse en affirmant que Childebrand aurait « effacé » une partie de l’histoire des personnages dont la mémoire aurait été gênante pour la nouvelle dynastie régnante.

## Autres arts
Arrivé au VIIe siècle, les capacités des artisans mérovingiens ont dû être notoirement reconnues puisqu'elles ont été importées en Angleterre pour réintroduire les connaissances de création des vitraux, et les maçons mérovingiens ont été utilisés pour construire les églises anglaises. Les maçons mérovingiens ont aussi utilisés très fréquemment l'opus gallicum et sont responsables de son importation en Angleterre et de sa transmission aux Normands, qui l'ont à leur tour amené en Sicile.
De très rares manuscrits enluminés mérovingiens ont survécu, parmi ceux-ci un des plus beaux daté du VIIIe siècle, le Sacramentaire de Gélase conservé à la bibliothèque du Vatican, qui présente des décorations géométriques et d'animaux, moins complexes que ceux de l'Art insulaire des îles britanniques, mais qui comme ces derniers dérive du travail des métaux avec des influences de l'Antiquité tardive et de la proximité de l'Est. Les principaux centres étaient l'abbaye de Luxeuil, une fondation irlandaise, et sa maison fille de l'abbaye de Corbie.

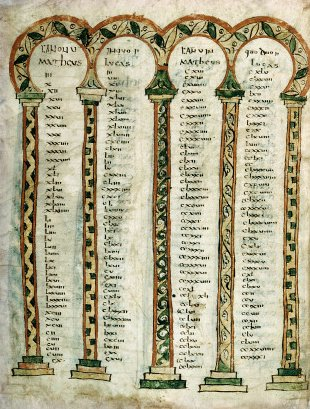
Évangiles de Gundohinus (du nom du scribe). Copié et enluminé dans l'Est de la France peut être en Bourgogne, daté de 754/755.
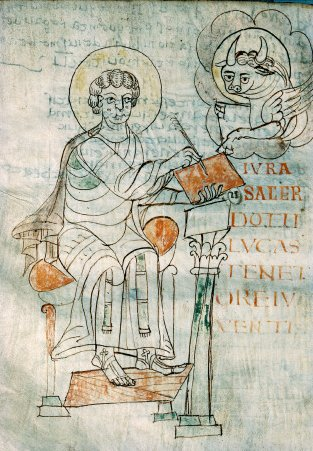
Évangiles. Saint Luc et son symbole. Copié et enluminé dans l'Est de la France pour l'abbaye Saint-Pierre de Flavigny, vers 780.
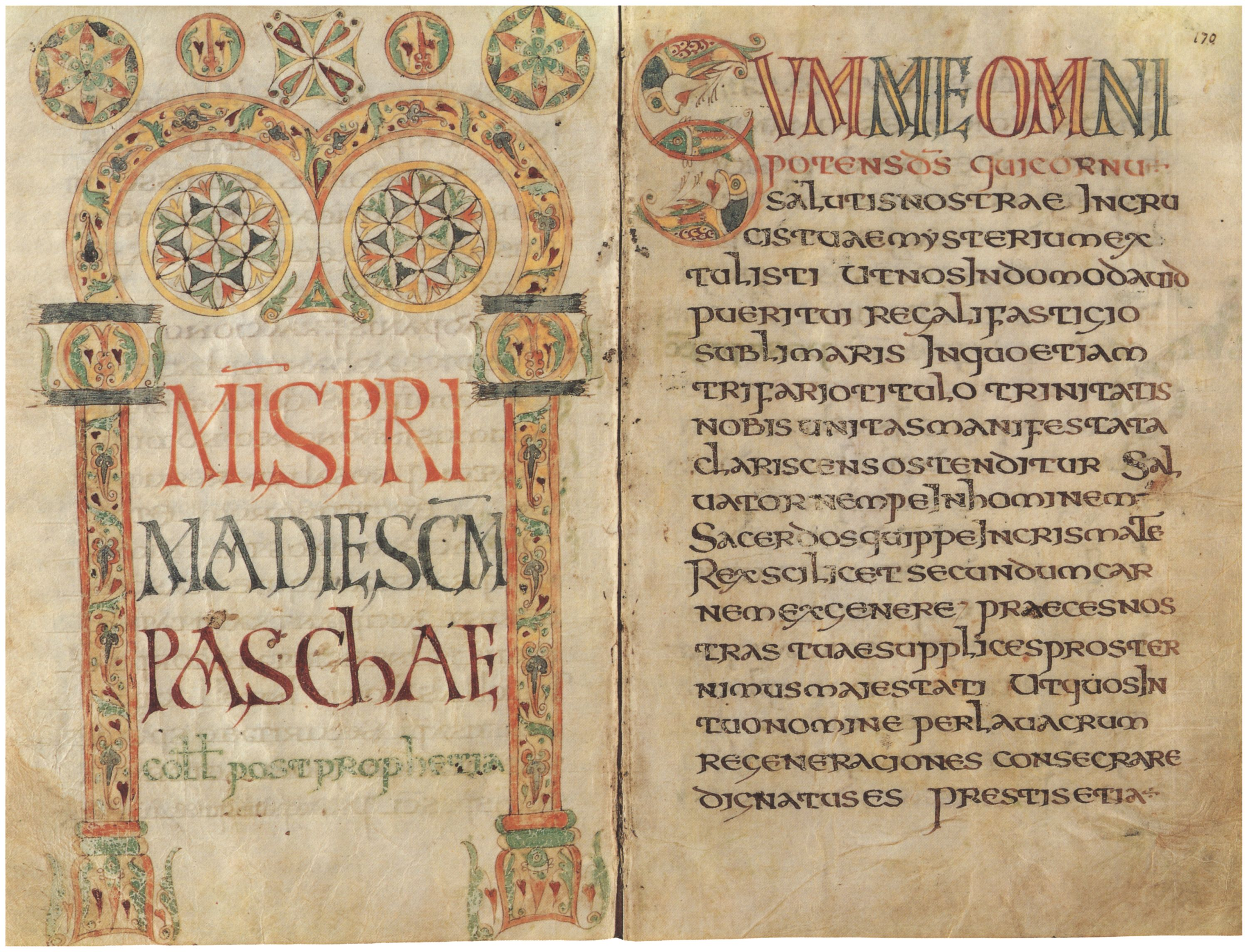
Enluminure du Missale Gothicum, Proviendrait du monastère de Luxeuil, vers 700.
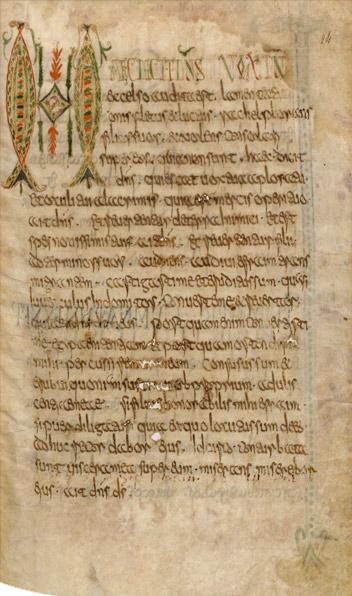
Lectionnaire de Luxeuil, BNF

## Galerie

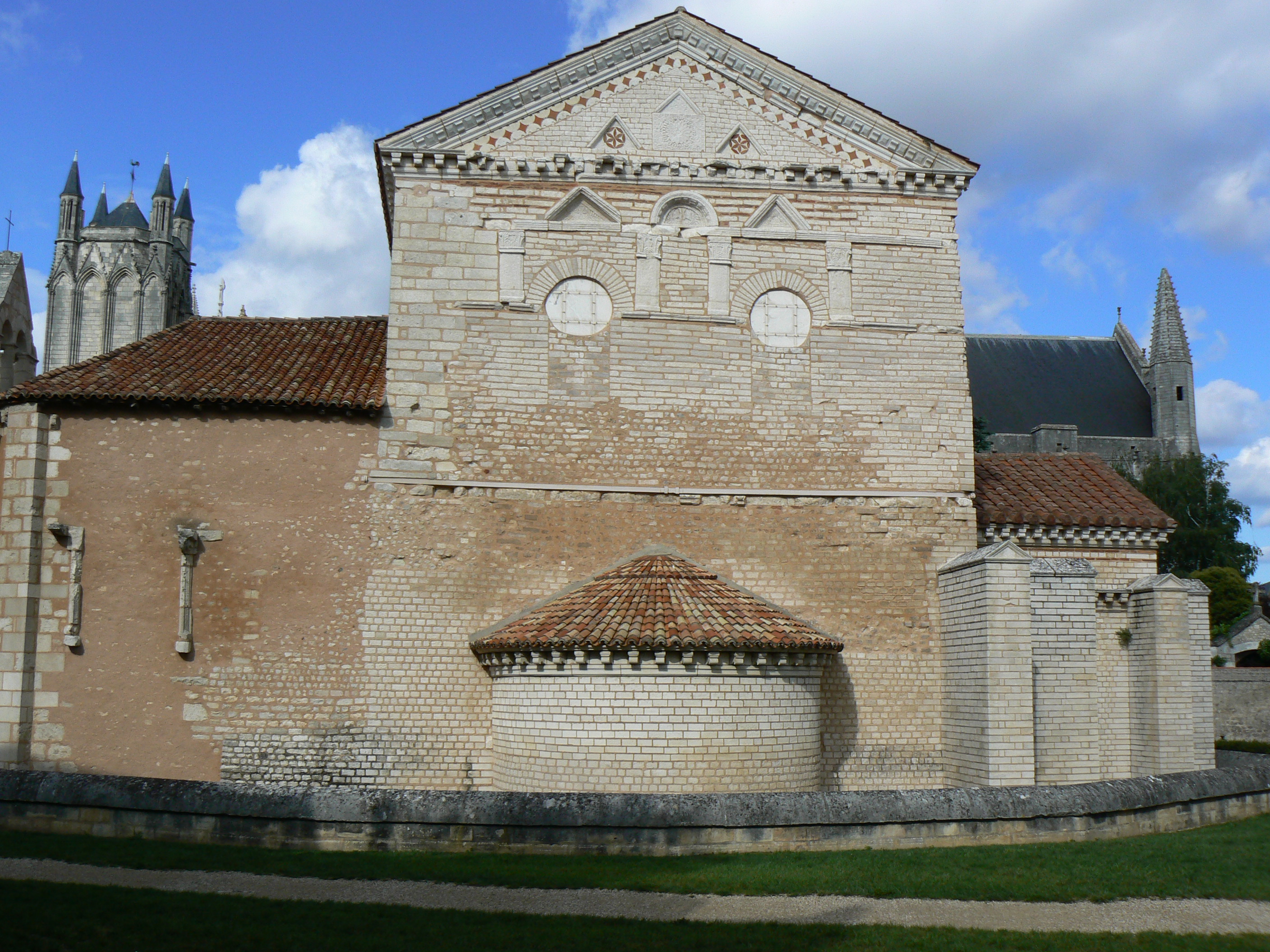
Façade du transept du baptistère Saint-Jean de Poitiers, avec sa décoration mérovingienne.
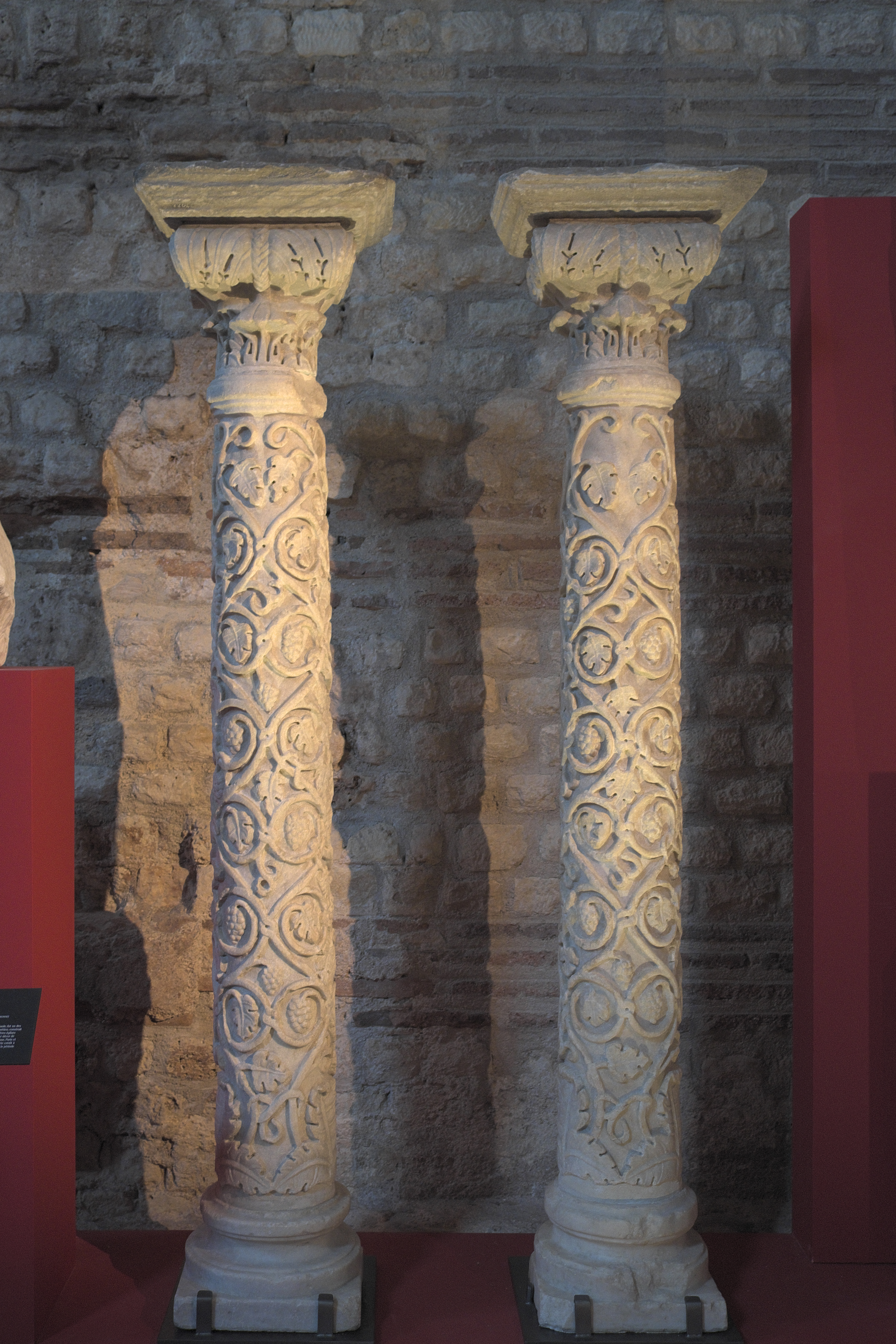
Colonnes en marbre mérovingiennes exposées au musée de Cluny (Paris), provenant de Toulouse.
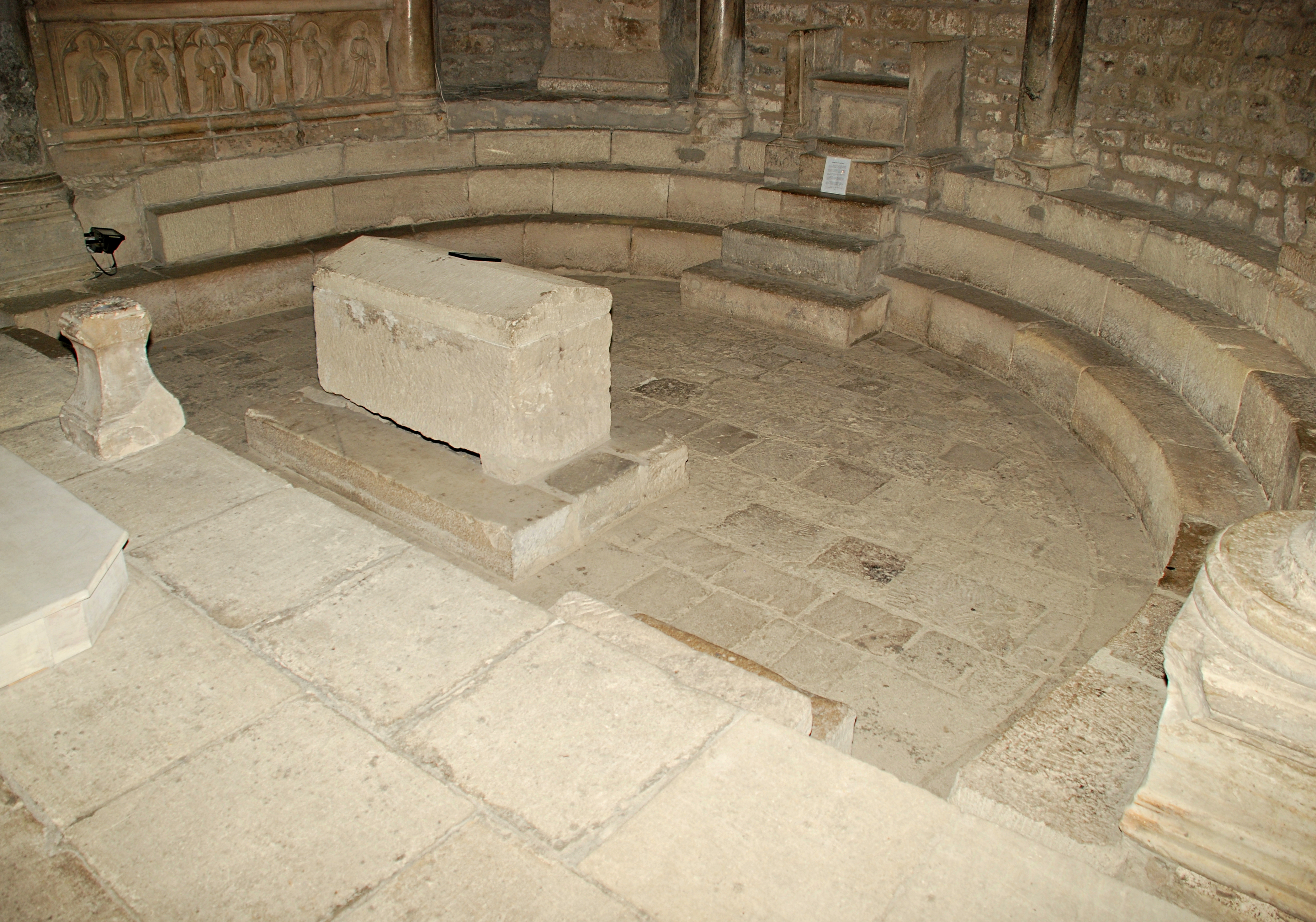
L'abside de la cathédrale de Vaison, rappelle celle, mieux conservée (décor de marbre), de San-Vital de Ravenne.
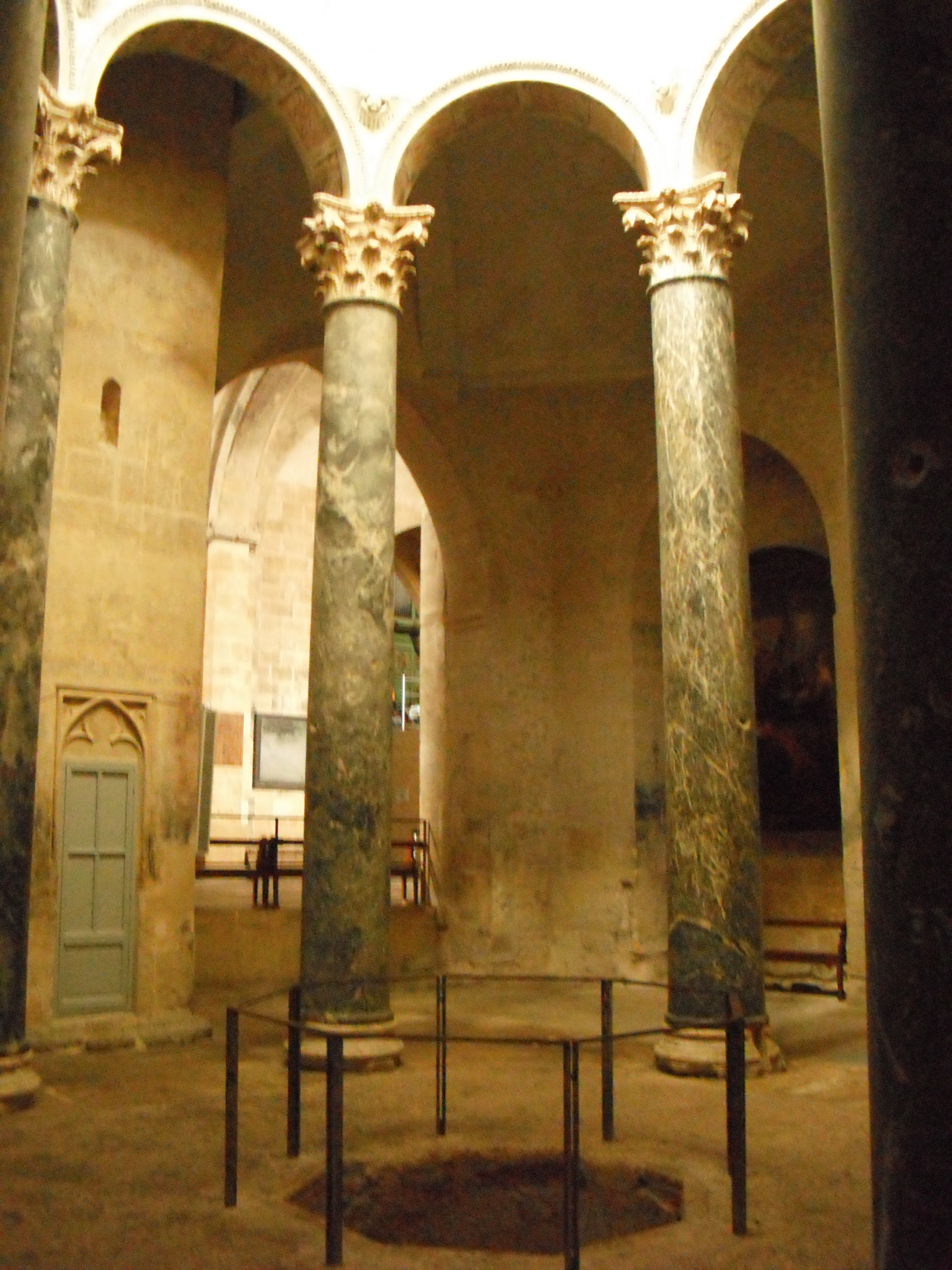
Baptistère Saint Sauveur d'Aix-en-Provence
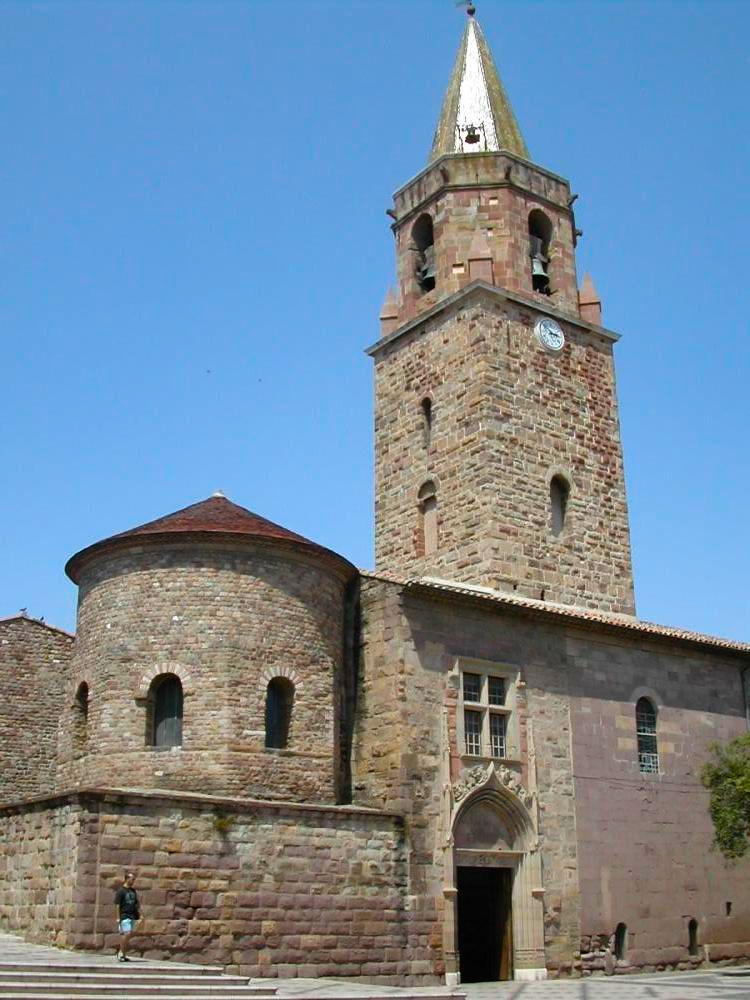
Vue extérieure sur le baptistère de la cathédrale Saint-Léonce de Fréjus.
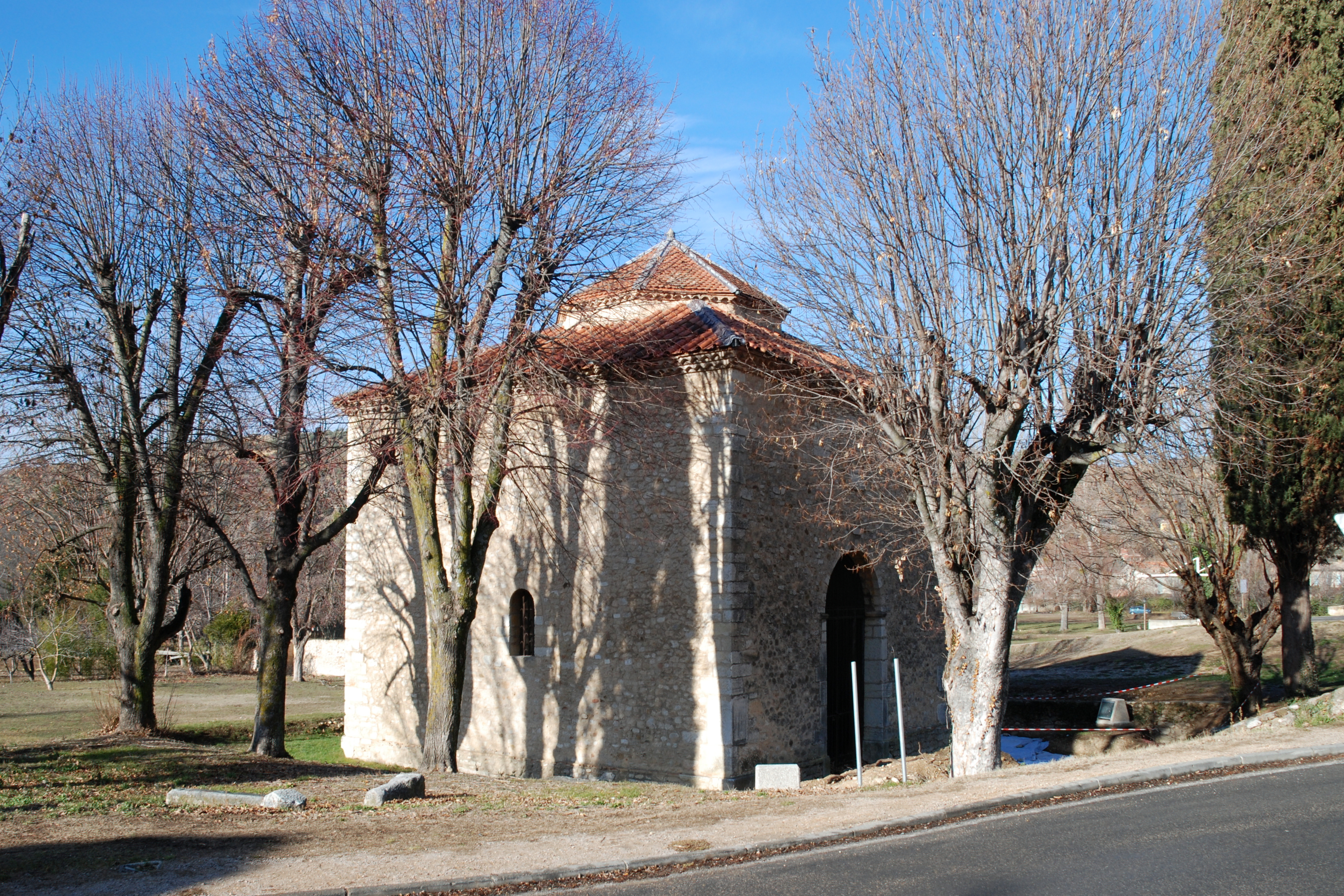
Baptistère de Riez
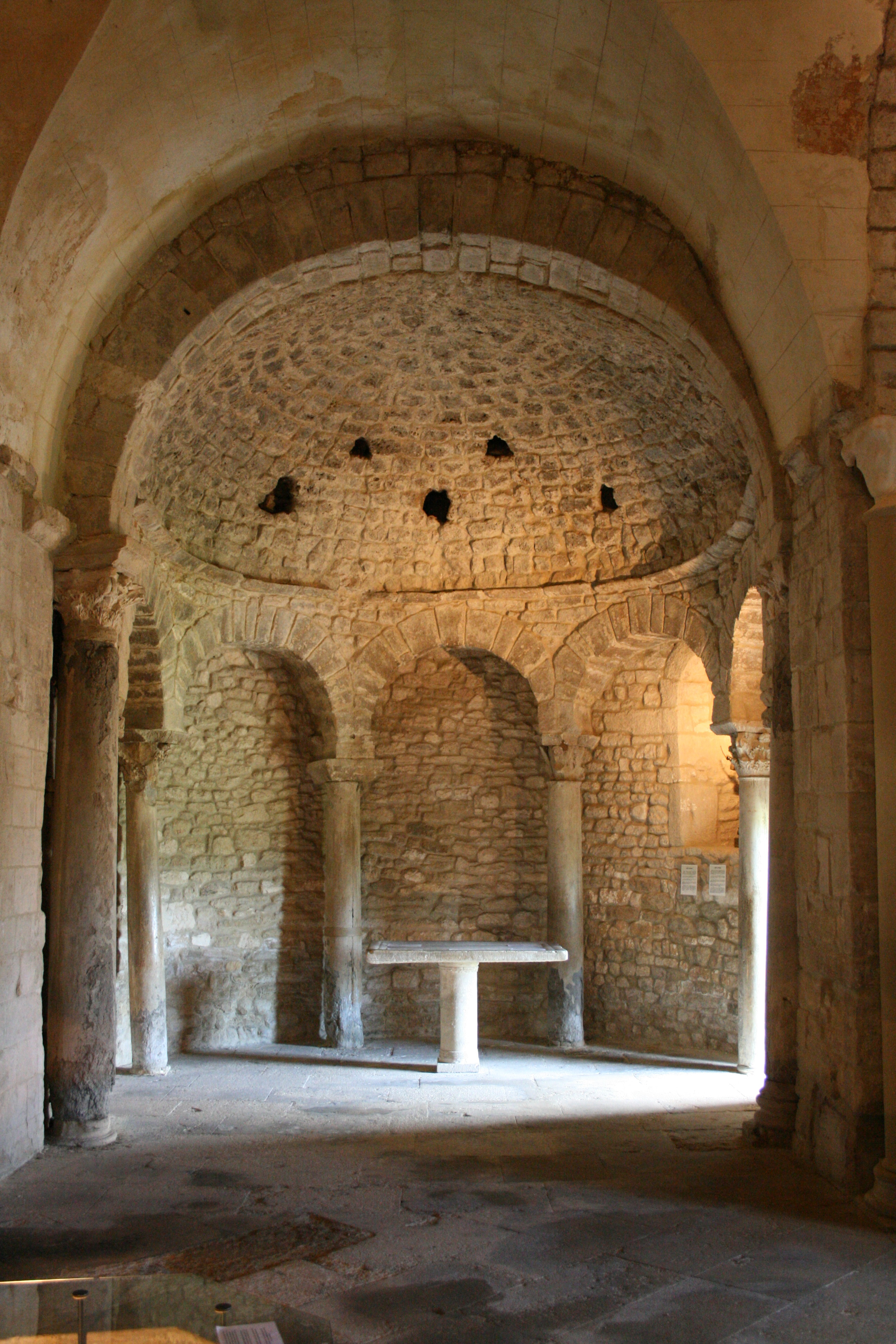
Baptistère Saint-Jean de Venasque.
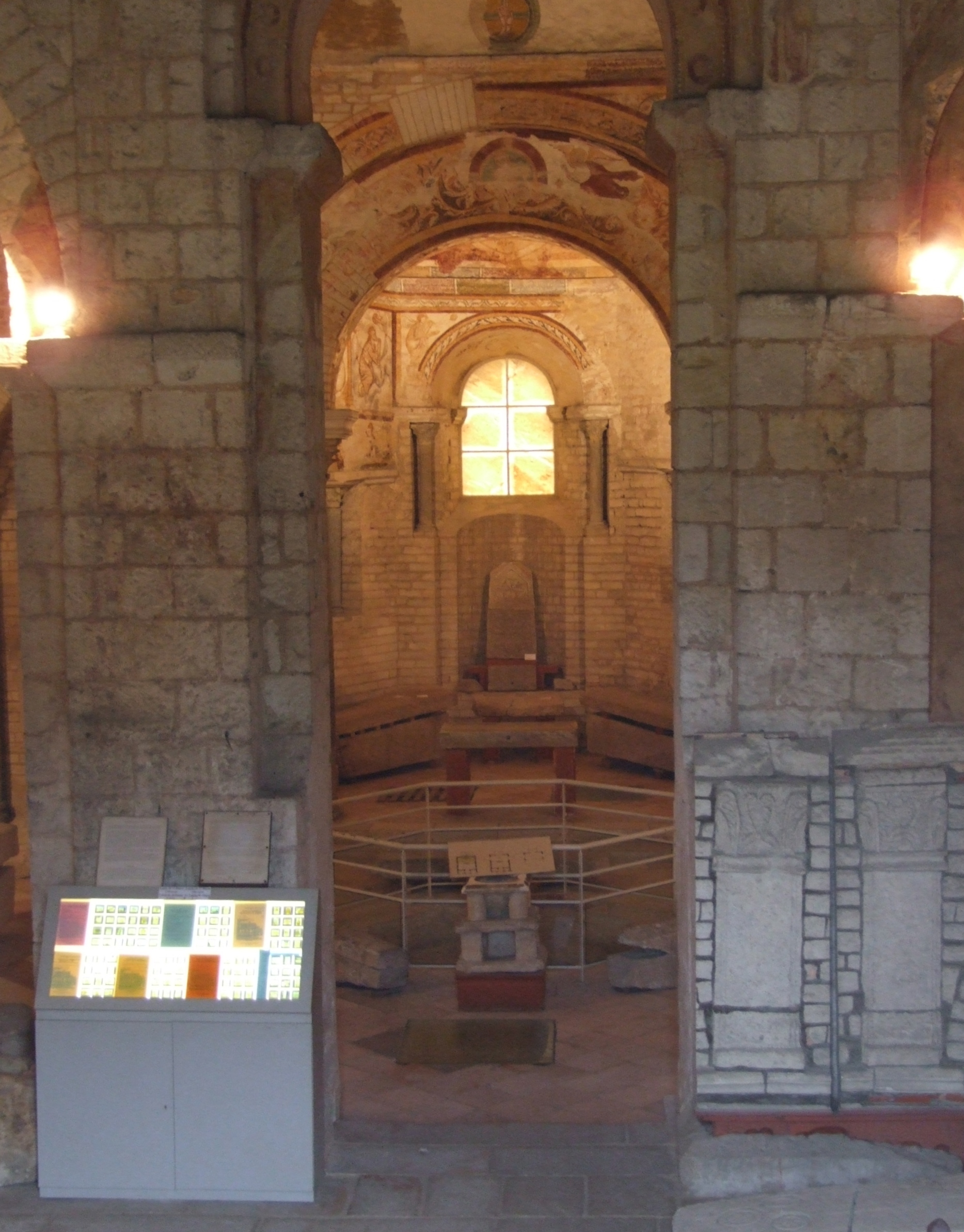
Baptistère Saint-Jean de Poitiers
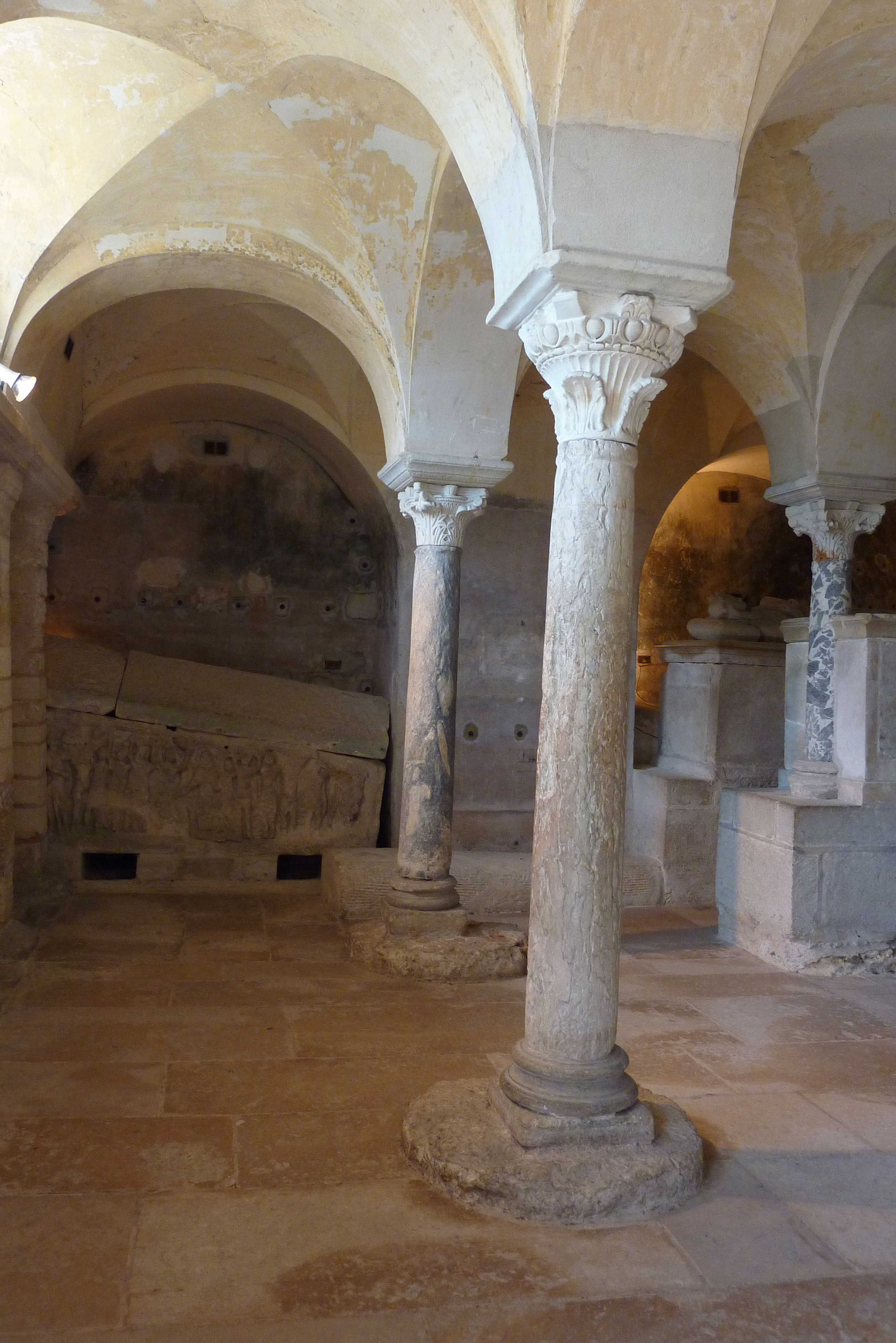
Crypte de l'abbaye Notre-Dame de Jouarre et cénotaphes
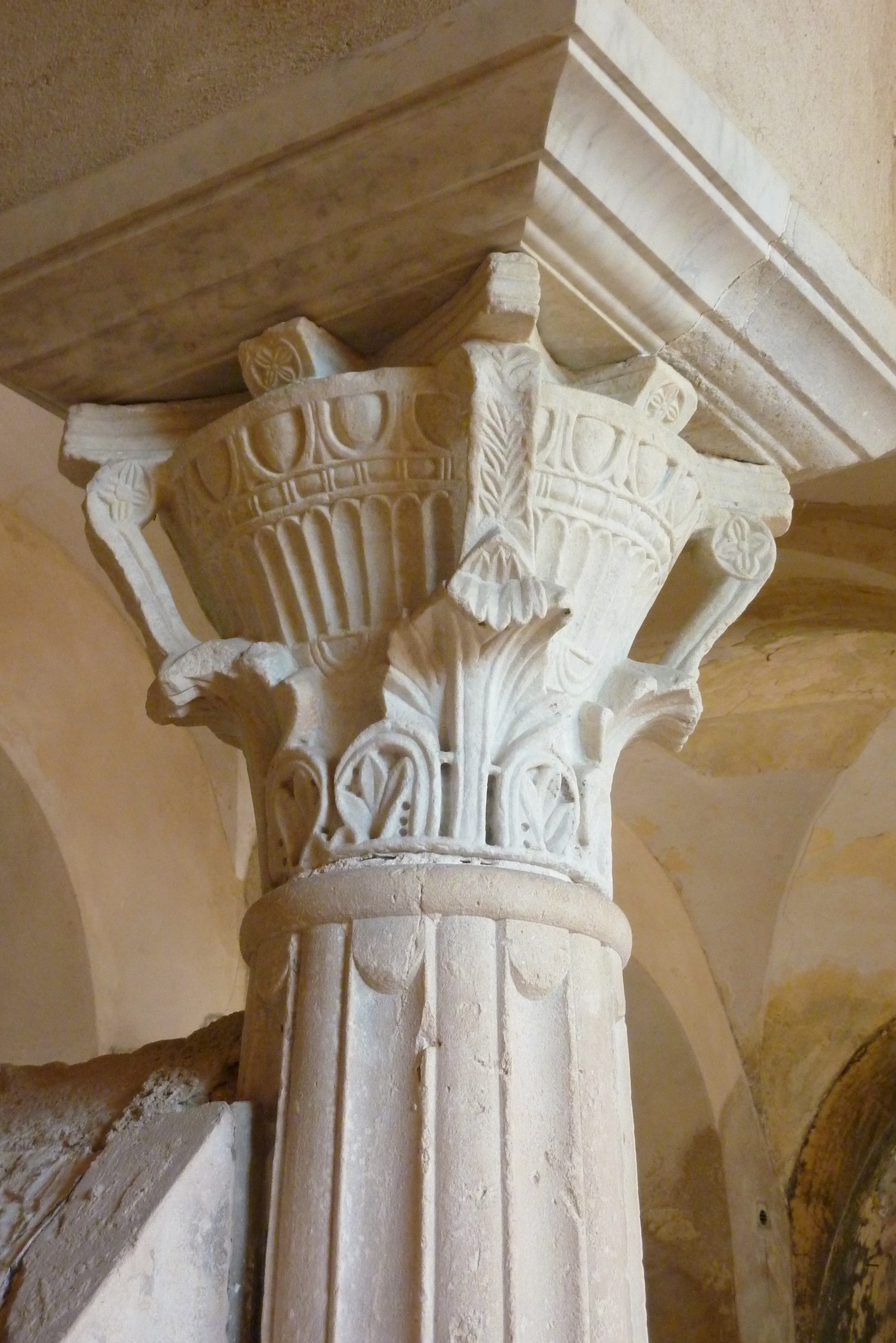
Chapiteau de la crypte de l'abbaye Notre-Dame de Jouarre
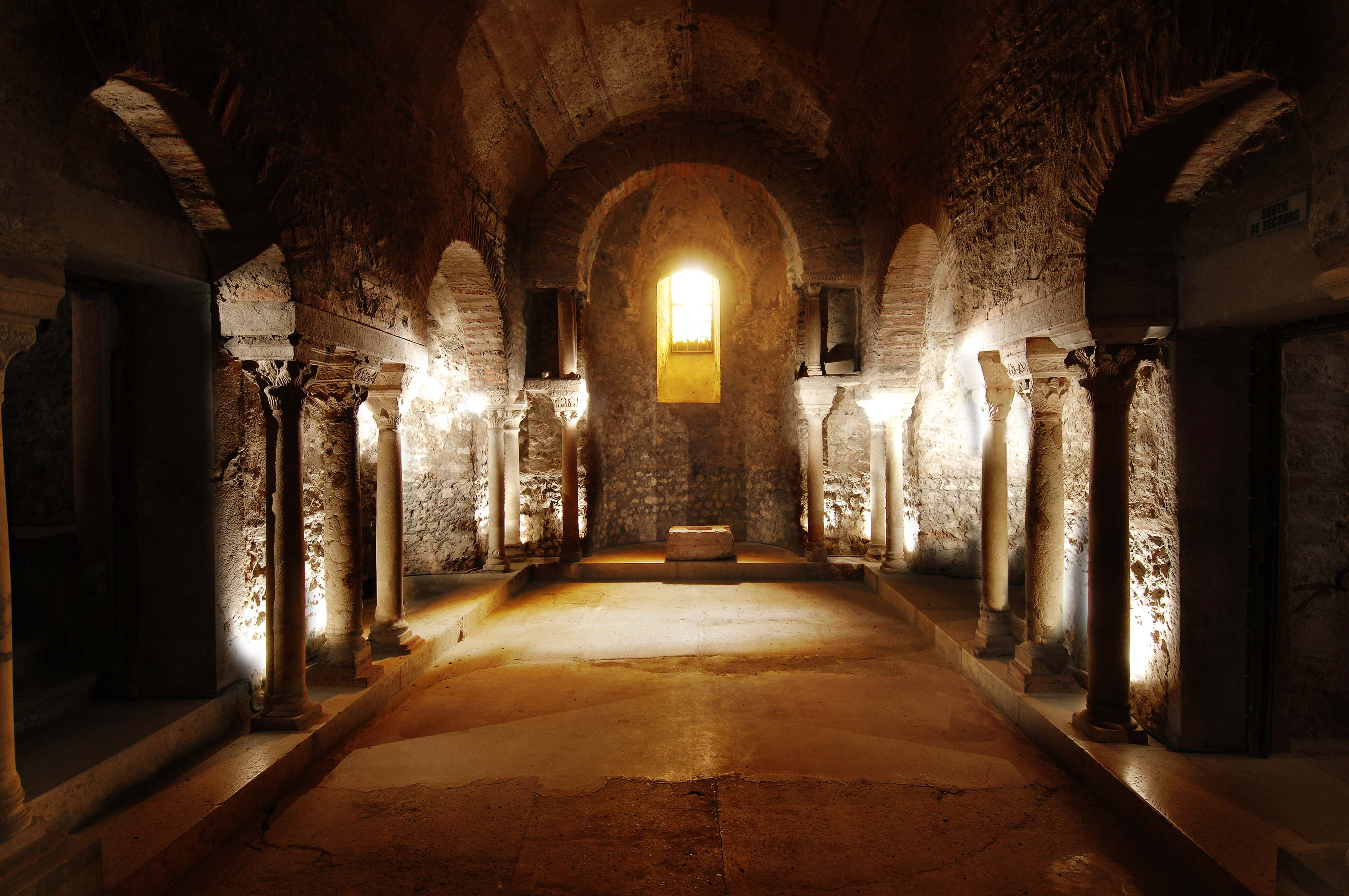
Crypte Saint-Oyand de l'église Saint-Laurent de Grenoble
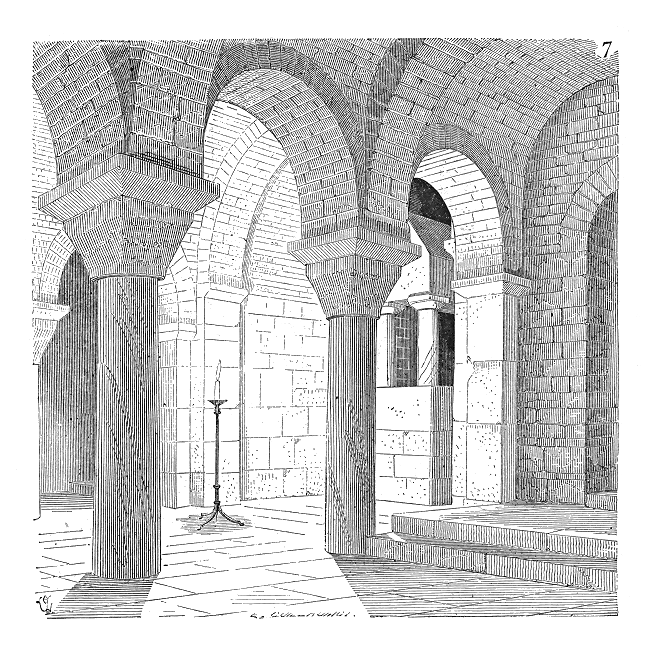
Crypte de Saint-Seurin de Bordeaux

### Sarcophage de Sancta Chrodoara - Amay (Belgique - Province de Liège)
Ce sarcophage a été découvert sous le chœur de la collégiale d'Amay en 1977 (où il est toujours visible).
Il a contenu les restes de Chrodoara (Ode), une grande dame de l'aristocratie mosane des environs de 600. Ce sarcophage-reliquaire a probablement été réalisé vers 730, lors de l'élévation des reliques ("canonisation") de la sainte par l'évêque de Maastricht Floribert. La représentation de Chrodoara en pied et une double inscription précisant l'identité et les qualités de la sainte ont favorisé le développement du culte. Par sa figuration humaine et sa qualité artistique, le couvercle sculpté est un exemple particulièrement exceptionnel du Haut Moyen Âge dans la région.
Il est aujourd'hui protégé comme "trésor" de la Fédération Wallonie-Bruxelles.